# Executie door olifant

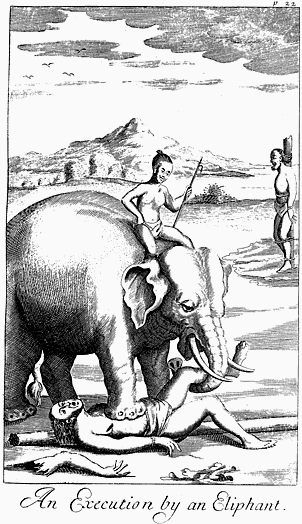
Een veroordeelde gevangene wordt verscheurd door een olifant in Ceylon.

Executie door olifant was eeuwenlang in met name Zuid- en Zuidoost-Azië en een deel van India een vorm van doodstraf. Bij het uitvoeren van deze doodstraf werd een ter dood veroordeelde verpletterd of aan stukken gescheurd door een speciaal voor dit doel getrainde Aziatische olifant. 
Olifanten konden op verschillende manieren worden getraind voor dit doel, zoals iemand in een klap doden of die persoon langzaam doodmartelen. Een bekende executiemethode was de olifant op het hoofd van het slachtoffer te laten staan. Olifanten werden vooral door koningen en andere hooggeplaatste personen gebruikt als beulen. Dit om aan het volk hun macht te demonstreren. De executies trokken vaak geïnteresseerde kijkers uit Europa, die er vervolgens thuis uitgebreid verhaal over deden in onder andere kranten. 
Er zijn ook enkele westerse landen bekend waar deze doodstraf werd toegepast, met name het  Romeinse Rijk. De Romeinen pasten deze methode vooral toe bij krijgsgevangenen en deserteurs door ze voor de krijgsolifanten te gooien. Er zijn minder gedocumenteerde gevallen bekend van olifanten die werden ingezet om misdadigers te executeren. 
De executie door een olifant werd in Azië uiteindelijk verboden door Europese kolonisten in de 18e en 19e eeuw. India was een van de laatste landen waar deze vorm van executie werd afgeschaft. Hier ging de methode nog tot ver in de 19e eeuw door. 